# Săvinești (gmina Poiana Teiului)
Săvinești – wieś w Rumunii, w okręgu Neamț, w gminie Poiana Teiului. W 2011 roku liczyła 262 mieszkańców.